# Ana Eugênio
Ana Maria Eugênio da Silva é uma pesquisadora e militante quilombola brasileira, integrante da Dança de São Gonçalo em Quixadá, CE. Ela ainda tem sido citada como referência no tratamento de câncer de mama, em obras cinematográficas como As passarinhas (2018) e Eu, semente – 70 olhares sobre direitos humanos (2021).

## Biografia
Beneficiária do Programa Nacional de Educação na Reforma Agrária (PRONERA), Ana Maria Eugênio da Silva tornou-se em 2012 a primeira quilombola do Ceará a ingressar e cursar Serviço Social, na Universidade Estadual do Ceará (UECE). Graduanda em Antropologia, e doutoranda em História pela Universidade Federal do Ceará (UFC), defendeu em 2021 dissertação de mestrado intitulada "As quilombolas do Sítio Veiga e a dança de São Gonçalo em Quixadá-CE"